# Milady o' the Beanstalk
Milady o' the Beanstalk è un film muto del 1918 diretto da William Bertram.

## Trama
Dopo aver divorziato dal marito ubriacone, Dora Tompkins si trasferisce in città insieme alla figlia, la piccola Marie, e trova un lavoro in un negozio di fiori. Marie, che è sonnambula, sognando una sera la fiaba di Giacomino e il fagiolo magico, sale per le scale antincendio, finendo nell'appartamento sopra al suo. Vi incontra "Giant" Jim Walton, un pugile che era stato un corteggiatore di sua madre. Quando Jim scopre che Dora fa la fioraia, riprende a frequentarla facendole una proposta di matrimonio che lei accetta. Marie, durante un tentativo di salire nuovamente sulla sua immaginaria "pianta di fagiolo", cade ferendosi gravemente. Jim, per trovare i soldi dell'operazione, accetta di avere un incontro di boxe ma Dora - ignorando il vero motivo della decisione del pugile - lo respinge, credendo che lui voglia tornare a combattere. Solo quando scoprirà la verità, Dora tornerà con gratitudine dal fidanzato.

## Produzione
Il film fu prodotto dalla Diando Film Corporation.

## Distribuzione
Distribuito dalla Pathé Exchange, il film uscì nelle sale cinematografiche USA il 1º ottobre 1918. La Pathé Frères lo distribuì il 3 ottobre 1919 in Francia con il titolo Le Retour au bonheur.